# Peter Mærsk Møller
Peter Mærsk Møller (født 22. september 1836 i Østerby på Rømø, død 9. februar 1927 i Svendborg) var en dansk kaptajn, der sammen med sin søn A. P. Møller grundlagde shippingfirmaet Dampskibsselskabet Svendborg i 1904. Startkapitalen var 150.000 kr. Dette selskab voksede gradvis under sønnen A. P. Møllers ledelse, der på grund af faderens tilbageholdenhed med nyinvesteringer stiftede et nyt selskab, der investerede i anskaffelse af flere og nyere skibe, og som senere blev involveret i opbygning af skibsværfter og inddragelse af stadig flere aktiviteter. Under barnebarnet Mærsk Mc-Kinney Møllers ledelse er udvidelserne fortsat, og virksomheden er vokset til et verdensomspændende internationalt konsortium med mere end 100.000 ansatte (2007).
Peter Mærsk Møller var født i Østerby tæt ved Havneby på Rømø på en slægtsgård gennem flere generationer, så slægten har også efterfølgende følt slægtsbåndene til Rømø. Han var søn af husmand og styrmand Hans Peder Pedersen Møller og hustru Kjersten (Kirsten) Pedersdatter Mærsk, og han blev 8. december 1864 gift i Dragør (Store Magleby Sogn) med Ane (Anna) Mærsk Møller (født Ane Hans Nielsen Jeppesen), født 1843, der var skibsrederdatter, og de fik i alt 12 børn (7 drenge og 5 piger).
Peter Mærsk Møller begyndte at sejle som 14 årig som kahytsdreng hos faderen. Det interesserede dog ikke umiddelbart knægten, der i stedet søgte i lære som blokkedrejer i København. Efter nogen tid i lære indså han dog, at det alligevel ikke var en fremtidsvej for ham, og han valgte at stå til søs igen ved at påmønstre briggen "Roda", der afgik til Brasilien efter kaffe. Han fik styrmandseksamen i 1855 fra Flensborg Navigationsskole. I 1862 blev Peter Mærsk Møller kaptajn på "Prima", der var et af skibsreder H.N. Jeppesens skibe. Det var således skibsrederens ældste datter Mærsk Møller ægtede i 1864. I 1874 blev han kaptajn på svigerfarens bark "Valkyrien", der dengang var Danmarks næststørste sejlskib. Skibet sejlede frem til december 1883, hvor det totalforliste ud for Ayr, Skotland. Ved hjemkomst til Danmark i 1884 fandt Peter Mærsk Møller ud af, at svigerfaren var omkommet ved en kæntringsulykke med en jolle i havnen og familiefirmaet gik i opløsning efter H.N. Jeppesens død. I december 1884 slog Peter Mærsk Møller og hans familie sig ned i Svendborg og han tog derefter førerbevis til dampskib. I den første tid måtte den rutinerede kaptajn lade sig nøje med hvervet som 2. styrmand, men i 1886 overtog han og en ven damperen S/S "Ellen", der blev omdøbt til "Laura" med hjemsted i Svendborg. Skibets skorsten blev omgivet af et blåt bælte, der på hver side havde en hvid syvstjerne, et bomærke, der den dag i dag stadig benyttes af A.P. Møller - Mærsk og er kendt over den ganske verden. Mærsk Møller var selv kaptajn på skibet frem til 1898, hvorefter han overdrog det til sin ældste søn Hans Nielsen Jeppesen Møller. Ud fra sine erfaringer med dampskibe agiterede Peter Mærsk Møller ihærdigt offentligt i Svendborg for dampskibenes anvendeligehed, fortræffeligehed og fremtid.
Han var også i sine ældre år medlem af Søretten i Svendborg Amt.